# 一恋一会
『一恋一会』（いちごいちえ）は、大矢梨華子の1stインディーズミニ・アルバム。レプロエンタテインメントより2020年8月5日に発売された。

## 概要
本作は大矢梨華子が、ラブベリーの専属モデルやアイドルグループ・ベイビーレイズJAPANでの活動を経て、2018年11月からシンガーソングライターとしてソロ活動開始後はじめて発表されたインディーズ・ミニ・アルバムである。 ロックバンドTHEラブ人間がプロデュースを行い、大矢梨華子本人が全曲作詞作曲を行っている。一期一会の出会いと、恋愛・家族愛など色々な形の「恋」をテーマに、ソロ活動1年半の集大成として制作された。ポニーキャニオンのインディーズレーベルであるPCI MUSICが販売元、レプロエンタテインメントが発売元である。当初は2020年6月24日に発売される予定だったが、新型コロナウイルス感染症の影響により、2020年8月5日に延期発売された。

## リリース
アルバムは、初回限定盤・通常盤の2形態でリリースされた。初回限定盤には特典として大矢自身が監督を務めた、江野沢愛美主演の「僕はまだ恋を知らない」のMVなどが収録されたDVDが付属している。また、対象店舗別に予約特典も用意され、タワーレコード名古屋パルコ店ではさらに応援特典手書きコメントカードも付いていた 。
| 対象店舗                     | 特典                                      |
| ---------------------------- | ----------------------------------------- |
| 大矢梨華子オンラインショップ | オリジナルステッカー (ランダム3種)        |
| タワーレコード               | 弾き語り音源（僕はまだ恋を知らない、1422) |
| HMV                          | ボイス入りチェキ（ランダム３種）          |
| ヴィレッジヴァンガード       | 缶バッジ（ランダム３種）                  |
| TSUTAYA                      | ポストカード（ランダム２種）              |

## 収録曲
| #         | タイトル                    | 作詞・作曲           | 編曲         | 時間  |
| --------- | --------------------------- | -------------------- | ------------ | ----- |
| 1.        | 「僕はまだ恋を知らない」    | 大矢梨華子           | 西川ノブユキ | 4:06  |
| 2.        | 「僕はまだ大人になれない」  | 大矢梨華子・梅津拓也 | 梅津拓也     | 2:46  |
| 3.        | 「コールドムーン」          | 大矢梨華子           | 金田康平     | 4:33  |
| 4.        | 「何億光年」                | 大矢梨華子・篠崎大河 | 金田康平     | 4:34  |
| 5.        | 「恋ってなんなんでしょね?」 | 大矢梨華子・金田康平 | 金田康平     | 3:47  |
| 合計時間: | 合計時間:                   | 合計時間:            | 合計時間:    | 19:46 |

| #         | タイトル                                     | 作詞  | 作曲・編曲 | 時間  |
| --------- | -------------------------------------------- | ----- | ---------- | ----- |
| 1.        | 「僕はまだ恋を知らない Music Video」         |       |            | 4:06  |
| 2.        | 「僕はまだ恋を知らない Music Video Offshot」 |       |            | 14:51 |
| 3.        | 「一恋一会 Jacket Shooting Offshot」         |       |            | 3:41  |
| 合計時間: | 合計時間:                                    | 22:38 |            |       |

## リリース日一覧
| 地域 | リリース日   | レーベル                 | 規格               | カタログ番号            |
| ---- | ------------ | ------------------------ | ------------------ | ----------------------- |
| 日本 | 2020年8月5日 | レプロエンタテインメント | CDミニアルバム+DVD | TBON-0010（初回限定盤） |
| 日本 | 2020年8月5日 | レプロエンタテインメント | CDミニアルバム     | TBON-0012（通常盤）     |
| 日本 | 2020年8月5日 | レプロエンタテインメント | 音楽配信           |                         |

## 参加ミュージシャン
僕はまだ恋を知らない・僕はまだ大人になれない
- Produced by THEラブ人間
- Drums:富田貴之(THEラブ人間)
- Guitar & Chorus:yu-ya(vivid undress)
- Bass:梅津拓也

コールドムーン・何億光年・恋ってなんなんでしょね?
- Produced by THEラブ人間
- Drums:富田貴之(THEラブ人間)
- Guitar:金田康平(THEラブ人間)
- Bass:梅津拓也
- Acoustic Guitar:大矢梨華子

## オンラインリリースツアー「あらためまして大矢梨華子です！」
1stミニアルバム「一恋一会」を引っ提げて、東名阪リリースツアー「あらためまして大矢梨華子です！」が、アルバム参加ミュージシャンでもある梅津・富田・金田の3名とともにバンド形式で2020年8月に開催された。新型コロナウイルス感染症の影響により、来場者数を制限すると同時に、オンラインで観覧できるようにするなど、感染拡大防止のガイドラインに沿う形で実施された。公演ごとに異なる企画が用意され、大阪ではアルバム試聴会、名古屋では親友でもある高見奈央を招いてトークショー、ファイナルとなる東京ではキーボードとして太田悠華を迎えてアコースティックライブも行った。

### 日程
| 公演日  | 曜日 | 都市     | 会場              | 開場/開演   |
| ------- | ---- | -------- | ----------------- | ----------- |
| 8月27日 | 木曜 | 大阪市   | Live House Pangea | 18:30/19:00 |
| 8月28日 | 金曜 | 名古屋市 | RAD SEVEN         | 18:30/19:00 |
| 8月30日 | 日曜 | 世田谷区 | 下北沢近松        | 16:30/17:00 |

### オンライン決起集会
1stミニアルバム「一恋一会」を対象店舗で購入した方を対象として、『大矢梨華子1stミニアルバム「一恋一会」オンラインリリースツアー 「あらためまして大矢梨華子です！」 オンライン決起集会』配信アウトストアライブが2020年8月22日に開催された。前半はツアーへの意気込みトークショーと『第1回大矢梨華子 好きな楽曲トーナメント!!』が行われ、視聴者の投票により「響けプレリュード」が優勝した。後半はアコースティックライブが行われた。

### ライブツアー打ち上げ
オンラインリリースツアー参加者限定で打ち上げ生配信イベントが2020年9月5日にZoomにて開催された。イベントでは乾杯・トークに加えて1人1分程度の「サシ飲み」特典会が行われた。
（2020年9月5日、Zoom）  - ライブツアー参加者限定で生配信。

## 一恋一会ラジオ
「一恋一会」の発売を記念して、2020年6月19日（金）から毎週金曜23時から約30分のインターネットラジオ番組『一恋一会ラジオ』がスタートした。また、本ラジオと連動した『一恋一会ラジオ オンライン飲み&サイン会』 がファンクラブ限定オンラインイベント「居酒屋りかこ」として2020年7月11日と8月8日に開催された。

## 写真展「一恋一会(いちごいちえ)」
「一恋一会」の発売を記念して、大矢梨華子写真展「一恋一会(いちごいちえ)」が、2020年7月31日〜8月6日まで、FUJIFILM WONDER PHOTO SHOP(東京・原宿)にて開催された。カメラマン山本春花によって撮影された「一恋一会」にまつわる作品が展示されていた。作品に関連した商品の限定販売も行われた。

## 15(いちご)チャン生中継
「一恋一会(いちごいちえ)」の発売を記念して、タイトルの「いちご」に掛けて、「苺」の被り物で「15」個の配信チャンネルでの生配信が２０２０年8月2日に行われた。15個の配信チャンネル毎に配信内容は変えて行われ、配信の後半には「いちご」色の赤髪を披露し、ミニライブも実施され、7時間半に渡る生配信を完走した。

## リリース記念コラボ配信
「一恋一会」の発売日当日夜に発売を記念して、収録曲「僕はまだ恋を知らない」のMVに主演している江野沢愛美とインスタグラムコラボ配信を行った。

## メディア

### ラジオ
- 大家志津香のしーちゃんねる！（2020年6月26日、TOKYO FM) - ゲスト出演。
- なな→きゅう（2020年7月28日、文化放送) - ゲスト出演。
- TOKYO FMの8月のBrand-New SONGとして「恋ってなんなんでしょね？」・「何億光年」がオンエア。
- HITS! THE TOWN（2020年8月1日、FM NACK5) - ゲスト出演。
- レコメン!（2020年8月3-13日、文化放送) - 「コールドムーン」がミュージックミニボックスにてパワープレイ。
- 60TRY部（2020年8月5日、アール・エフ・ラジオ日本） - ゲスト出演。
- Nutty Radio Show THE魂（2020年8月6日、FM NACK5) - ゲスト出演。
- CATCH OF SUMMER（2020年8月7日、FMヨコハマ) - ゲスト出演。生演奏ライブ2曲披露。
- SUPER☆GiRLS阿部夢梨のナイスゆめり!（2020年8月18日、アール・エフ・ラジオ日本） - ゲスト出演。
- Happy Voice! from YOKOHAMA（2020年9月4日、アール・エフ・ラジオ日本） - ゲスト出演。
- 岡副麻希のほくほくみゅ～じっく（2020年9月27日、文化放送) - ゲスト出演。

### テレビ
- HOT WAVE(テレビ埼玉）
  - （2020年8月9-23日） - 「僕はまだ恋を知らない」が8月度オープニングテーマ曲。
  - （2020年8月16日） - コメントVTR出演。
  - （2020年10月4日） - ゲスト出演。
- SSC5（2020年8月9-22日、テレビ埼玉） - 「僕はまだ恋を知らない」のMVがオンエア。
- V-Cilps（2020年8月17-21日、テレビ埼玉） - 「僕はまだ恋を知らない」のMVがオンエア。
- マチコミ（2020年8月3-28日、テレビ埼玉） - 「僕はまだ恋を知らない」がお天気コーナーの8月度BGMとしてオンエア。
- なるほどプレゼンター!花咲かタイムズ（2020年8月29日、CBCテレビ） - ゲスト出演。

## 乙女グラフィー#82
- 1stミニアルバム『一恋一会』オフショット写真集が、山本春花カメラマンの「フィルムで撮影しているポートレートシリーズ・乙女グラフィー」の82番目の作品として2021年1月30日、WEB公開[18]。